# Dejuna persimilis
Dejuna persimilis is een insect uit de familie van de mierenleeuwen (Myrmeleontidae), die tot de orde netvleugeligen (Neuroptera) behoort. 
Dejuna persimilis is voor het eerst wetenschappelijk beschreven door Stange in 1970.